# Groupe Union pour la démocratie française
 (signalé en mai 2025).
Si vous disposez d'ouvrages ou d'articles de référence ou si vous connaissez des sites web de qualité traitant du thème abordé ici, merci de compléter l'article en donnant les références utiles à sa vérifiabilité et en les liant à la section « Notes et références ».
- Archive Wikiwix
- Bing
- Cairn
- DuckDuckGo
- E. Universalis
- Gallica
- Google
- G. Books
- G. News
- G. Scholar
- Persée
- Qwant
- (zh) Baidu
- (ru) Yandex
- (wd) trouver des œuvres sur Wikidata

Le groupe Union pour la démocratie française ou groupe UDF était un groupe parlementaire de l'Assemblée nationale rassemblant les députés de l'Union pour la démocratie française (UDF) et apparentés.

## Effectifs depuis 1978
| Année | Nom                                             | Membres | Apparentés | Total | Évolution | %     |
| ----- | ----------------------------------------------- | ------- | ---------- | ----- | --------- | ----- |
| 1978  | Union pour la démocratie française              | 108     | 11         | 154   | —         | 31,36 |
| 1981  | Union pour la démocratie française              | 51      | 11         | 62    | 92        | 12,63 |
| 1986  | Union pour la démocratie française              | 114     | 17         | 131   | 69        | 22,70 |
| 1988  | Union pour la démocratie française              | 81      | 9          | 90    | 41        | 15,65 |
| 1993  | Union pour la démocratie française et du centre | 213     | 2          | 215   | 125       | 37,26 |
| 1997  | Union pour la démocratie française              | 107     | 6          | 113   | 41        | 19,58 |
| 2002  | Union pour la démocratie française              | 27      | 0          | 21    | 92        | 3,64  |

## Historique
Le groupe est formé lors de la VIe législature, issue des élections législatives de 1978, à la fin de la XIIe législature par la fusion des groupes Républicains indépendants (RI) et Réformateurs, centristes et démocrates sociaux (RCDS).
Il subit une première scission en 1988 des députés du CDS qui forment le groupe parlementaire de l'Union du centre, en soutien aux gouvernements de gauche du second septennat de François Mitterrand. Comme signe de réintégration de ces députés, il s'intitule « Groupe de l'Union pour la démocratie française et du centre » (UDFC) entre 1993 et 1997.
En 1998, c'est au tour des députés libéraux de faire scission pour former le groupe Démocratie libérale et indépendants (DLI).
Il est encore plus diminué en 2002 à la suite de la création de l'Union pour un mouvement populaire (UMP), rejoint par une grande partie des députés UDF derrière Philippe Douste Blazy et Pierre Méhaignerie.
Le groupe parlementaire est la deuxième force politique de l'Assemblée nationale entre 1978 et 1981, 1993 et 1997, périodes durant lesquelles il fait partie de la majorité. Il connaît son apogée lors de la Xe législature (1993-1997), avec 215 députés membres et apparentés.

## Organisation

### Présidents
| Législatures                  | Président                             | Appartenance                    | Circonscription                                                | Période             |
| ----------------------------- | ------------------------------------- | ------------------------------- | -------------------------------------------------------------- | ------------------- |
| VIe législature (1978-1981)   | Roger Chinaud                         | UDF-PR                          | 25e circ. de Paris                                             | 1978-1981           |
| VIe législature (1981-1986)   | Jean-Claude Gaudin                    | UDF-PR                          | 2e circ. des Bouches-du-Rhône                                  | 1981-1986           |
| VIIIe législature (1986-1988) | Jean-Claude Gaudin                    | UDF-PR                          | 2e circ. des Bouches-du-Rhône                                  | 1986-1988           |
| IXe législature (1988-1993)   | Jean-Claude Gaudin Charles Millon     | UDF-PR UDF-PR                   | 2e circ. des Bouches-du-Rhône 3e circ. de l'Ain                | 1988-1989 1989-1993 |
| Xe législature (1993-1997)    | Charles Millon Gilles de Robien       | UDF-PR UDF-PR                   | 3e circ. de l'Ain 2e circ. de la Somme                         | 1993-1995 1995-1997 |
| XIe législature (1997-2002)   | François Bayrou Philippe Douste-Blazy | UDF-FD UDF-FD puis Nouvelle UDF | 2e circ. des Pyrénées-Atlantiques 2e circ. des Hautes-Pyrénées | 1997-1998 1998-2002 |
| XIIe législature (2002-2007)  | Hervé Morin                           | UDF                             | 3e circ. de l'Eure                                             | 2002-2007           |

### Secrétaires généraux
- jusqu'en 1981 : Jean-Pierre Duclos
- 1981-1989 : Gérard Trouvé
- 1990-1995 : Jean-François Brégeon
- 1995-1997 : Jean-Pierre Bugeau
- 1998-1998 : Hugues Moret
- 2002-2007 : Pierre-Emmanuel Portheret

## Membres
| Législatures                                                                                          | Membres | Apparentés | Total  | % de députés |
| --- | ------- | ---------- | ------ | ------------ |
| VIe législature (1978-1981)                                                                           | 108     | 15         | 123    | 25,05        |
| VIIe législature (1981-1986)                                                                          | 51      | 11         | 62     | 12,63        |
| VIIIe législature (1986-1988)                                                                         | 114     | 17         | 131    | 22,70        |
| IXe législature (1988-1993)                                                                           | 81      | 9          | 90     | 15,60        |
| Xe législature (1993-1997)                                                                            | 213     | 2          | 215    | 37,26        |
| XIe législature (1997-2002) après scission avec le groupe Démocratie libérale et indépendants en 1998 | 107 77  | 6 5        | 113 82 | 19,6 14,21   |
| XIIe législature (2002-2007)                                                                          | 27      | 2          | 29     | 5,03         |

### Répartition partisane

#### 1978-1981
| Parti | Parti                                       | Députés |
| ----- | ------------------------------------------- | ------- |
|       | Parti républicain                           | 70      |
|       | Centre des démocrates sociaux               | 31      |
|       | Parti radical                               | 8       |
|       | Adhérents directs                           | 5       |
|       | Centre national des indépendants et paysans | 4       |
|       | Mouvement démocrate socialiste              | 4       |
|       | Divers droite                               | 1       |
| Total | Total                                       | 123     |

#### 1981-1986
| Parti | Parti                                       | Députés |
| ----- | ------------------------------------------- | ------- |
|       | Parti républicain                           | 27      |
|       | Centre des démocrates sociaux               | 22      |
|       | Adhérents directs                           | 4       |
|       | Divers droite                               | 4       |
|       | Centre national des indépendants et paysans | 3       |
|       | Parti radical                               | 2       |
| Total | Total                                       | 62      |

#### 1986-1988
| Parti | Parti                         | Députés |
| ----- | ----------------------------- | ------- |
|       | Parti républicain             | 56      |
|       | Centre des démocrates sociaux | 49      |
|       | Adhérents directs             | 8       |
|       | Divers droite                 | 8       |
|       | Parti radical                 | 7       |
|       | Parti social-démocrate        | 3       |
| Total | Total                         | 131     |

#### 1988-1993
| Parti | Parti                                       | Députés |
| ----- | ------------------------------------------- | ------- |
|       | Parti républicain                           | 61      |
|       | Centre des démocrates sociaux               | 11      |
|       | Adhérents directs                           | 9       |
|       | Parti radical                               | 5       |
|       | Parti social-démocrate                      | 2       |
|       | Centre national des indépendants et paysans | 2       |
| Total | Total                                       | 90      |

Durant cette législature, 39 députés du Centre des démocrates sociaux forment le groupe Union du centre avec Raymond Barre (apparenté UDF) et Jean-Pierre Soisson (UDF-PR), séduits par la démarche d'ouverture impulsée par Michel Rocard.

#### 1993-1997
| Parti | Parti                         | Députés |
| ----- | ----------------------------- | ------- |
|       | Parti républicain             | 106     |
|       | Centre des démocrates sociaux | 70      |
|       | Parti radical                 | 16      |
|       | Adhérents directs             | 15      |
|       | Parti social-démocrate        | 7       |
|       | Divers droite                 | 1       |
| Total | Total                         | 215     |

#### 1997-2002
| Parti | Parti                                        | Députés |
| ----- | -------------------------------------------- | ------- |
|       | Force démocrate                              | 49      |
|       | Démocratie libérale                          | 44      |
|       | Parti populaire pour la démocratie française | 7       |
|       | Adhérents directs                            | 6       |
|       | Divers droite                                | 3       |
|       | Parti radical                                | 2       |
|       | Mouvement des réformateurs                   | 2       |
| Total | Total                                        | 113     |

#### 2002-2007
| Parti | Parti                              | Députés |
| ----- | ---------------------------------- | ------- |
|       | Union pour la démocratie française | 27      |
|       | Divers droite                      | 2       |
| Total | Total                              | 29      |